# Bright Bimpong

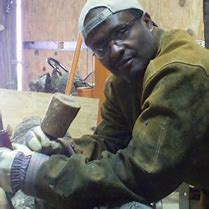
Bright Bimpong

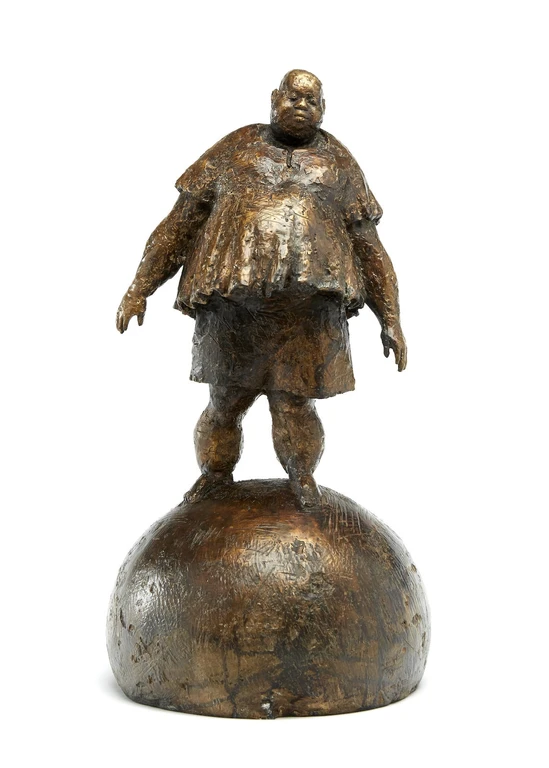
scultura Wofa I

Bright Bimpong (Ghana, 1960) è un artista ghanese.

## Biografia
Bright Bimpong è un artista ghanese che si occupa di scultura. Dopo aver concluso gli studi al College of Art presso la University of Science and  Technology a Kumasi, abbandona il Ghana per entrare al Johnson Atelier nel 1989.
Dal 1993 al 1995 ottiene un Master d'Arte in scultura dalla Rutgers University presso la Mason Gross School of the Arts a New Brunswick nel New Jersey. La sua educazione dimostra che la sua casa è ormai l'America, sia artisticamente che fisicamente.
Sebbene l'America offrisse libertà di espressione, l'artista ha dichiarato che la sua eredità africana gli ha donato una capacità di apprezzare i diversi canoni e percezioni che la Bellezza può avere, che indi si riflettono nel suo lavoro.
Egli afferma che molti americani si sono sentiti offesi o sono rimasti scoccati da alcune delle sue opere, a causa delle loro manifestazioni fisiche, ma è solo un tentativo che funziona da contraltare al fatto che si deve guardare in una certa direzione per trovare la Bellezza.
L'artista ritiene che sia molto importante, soprattutto per un artista statunitense, visitare l'Africa poiché laggiù troverebbe un ambiente stimolante e armonico dove la materialità non conta: la gente in Africa è soddisfatta nel momento che ha lo stretto necessario per vivere.

## Filosofia del Lavoro e Alcune Opere
Il lavoro di Bright Bimpong è all'interno di molte collezioni negli Stati Uniti d'America, Europa, Africa e nei Caraibi. Nel 1996 una commissione d'Arte Pubblica ad Atlanta nel 1996 realizza Ralph David Abernathy, una scultura simbolica composta da una sedia e un leggio in memoria del collega di Martin Luther King, attivista per i diritti civili nel movimento omonimo.
- Transaction è installata all'University of Alaska Anchorage nei pressi della Rasmuson Hall e si tratta di una scultura formata da due figure bronzee.[3]
- Freedom è invece stata commissionata dal governo americano delle Isole Vergini ed è una statua montata su un piedistallo di marmo.[4]
- Successivamente a Saint Croix, realizza i busti di John Gottliff noto come generale Buddhoe[5] e di David Hamilton Jackson.[6]

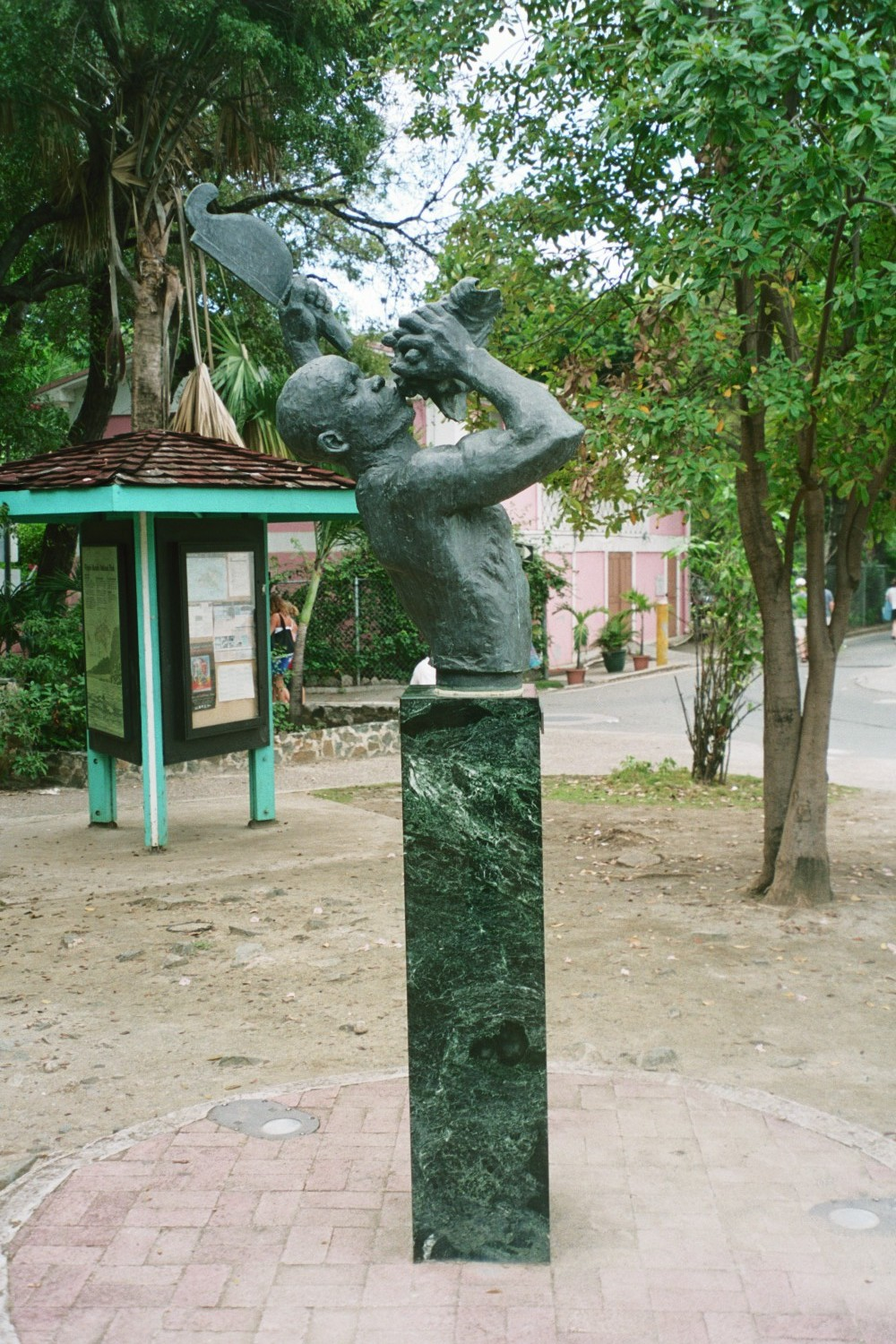
statua Freedom

Ultimamente l'attenzione di Bimpbong si orienta sull'osservazione del desiderio dell'uomo di sopravvivere, tanto nei paesi africani quanto in quelli del mondo occidentale. Il lavoro si pone come punto di partenza per un dialogo di come la sfida alla sopravvivenza ha fatto evolvere l'umanità intera. Ed il concetto del desiderio si pone come motore dell'intero sviluppo dell'umanità.